# Parupeneus rubescens
Parupeneus rubescens Lacépède, 1801 è un pesce appartenente alla famiglia Mullidae proveniente dall'Indo-Pacifico.